# Circuit de Bresse
Der Circuit de Bresse ist eine permanente Motorsport-Rennstrecke in Frontenaud in Frankreich.

## Geschichte
Das Bauprojekt für den Kurs entstand im Jahr 2004 seitens der Firma Alpha Racing. Die Bauarbeiten begannen 2005 und wurden im Folgejahr abgeschlossen. Im Juli 2006 wurde er offiziell eröffnet und richtete im Herbst die ersten Rennen aus. 2011 wurde der Kurs vom französischen Dachverband FFSA zertifiziert und konnte ab dann nationale und internationale Veranstaltungen ausrichten.
2020 wurde der Kurs neu asphaltiert und renoviert.

## Streckenbeschreibung
Die Hauptstrecke kann in drei verschiedenen Varianten gefahren werden, wobei die Länge zwischen 1,2 und 3 Kilometern variiert. Die fehlenden Leitplanken werden durch größere Auslaufzonen ersetzt. Neben der Strecke umfasst die Anlage auch eine Kartbahn und einen speziellen Bereich für Verkehrssicherheit.
Der Kurs wird vor allem für Fahrschulen und Testfahrten genutzt.